# Зверев, Василий Степанович
Василий Степанович Зверев (Лупул) (1723—1798) — русский военачальник, генерал-поручик.

## Биография
Родился в 1723 году. Выходец из Молдавского княжества, первоначально имел фамилию Лупул.
На военной службе — с 1744 года: начал её рядовым гусаром и прослужил 45 лет.
Секунд-майор Венгерского гусарского полка (01.01.1766). Подполковник (с 07.05.1770) и полковник (с 12.12.1771 по 1775) Молдавского гусарского полка. Бригадир (с 1778). Генерал-майор (05.05.1779). Генерал-поручик (с 1787).
В 1789—1794 годах был правителем Тамбовского наместничества (6-й по счету, в чине генерал-поручика), сменив на этом посту Державина Гавриила Романовича.
Службу окончил в 1794 году. Был женат на Марфе Степановне, урождённой Одобашевой (1737—1797).
Умер 17 марта 1798 года. Вместе с женой похоронены в Тамбове в Трегуляевом монастыре.

## Награды
- Награждён орденом Св. Георгия 4-й степени (№ 325; 26 ноября 1781).
- Также награждён другими орденами Российской империи.